# 出力
出力（しゅつりょく）は、何らかの対象から出る信号や力、またその種類や大きさのことである。入力の対義語。アウトプット（英: output）ともいう。
主に以下のような分野の用語として使われる。
- 電子機器のインターフェースの出力信号
- コンピュータのプログラムなどの出力データ
- 機械の動力の大きさ
- 無線通信では空中線電力のこと